# OPA1
OPA1 ("dynaminu podobný 120 kDa mitochondriální protein") je protein, který je u člověka kódován genem OPA1. Tento protein reguluje mitochondriální fúzi a strukturu krist na vnitřní mitochondriální membráně (IMM) a přispívá k syntéze ATP a apoptóze a k malým, kulatým mitochondriím. Mutace v tomto genu se podílejí na dominantní atrofii zrakového nervu (DOA), která vede ke ztrátě zraku, sluchu, svalové kontrakci a souvisejícím dysfunkcím.

## Struktura
U tohoto genu bylo zaznamenáno osm transkripčních variant kódujících různé izoformy, které vznikly alternativním sestřihnutím exonu 4 a dvou nových exonů pojmenovaných 4b a 5b. Patří mezi dva typy izoforem: dlouhé izoformy (L-OPA1), které se vážou na IMM, a krátké izoformy (S-OPA1), které se lokalizují v intermembránovém prostoru (IMS) v blízkosti vnější mitochondriální membrány (OMM). S-OPA1 vzniká proteolýzou L-OPA1 v místech štěpení S1 a S2, čímž se odstraní transmembránová doména.

## Funkce
OPA1 je mitochondriální protein kódovaný v buněčném jádře s podobností s dynaminovými GTPázami. Je součástí mitochondriální sítě. Protein OPA1 se lokalizuje na vnitřní mitochondriální membráně, kde reguluje mitochondriální fúzi a strukturu krist. OPA1 zprostředkovává mitochondriální fúzi ve spolupráci s mitofusiny 1 a 2 (MFN1, MFN2) a podílí se na remodelaci krist oligomerizací dvou L-OPA1 a jednoho S-OPA1, které pak interagují s dalšími proteinovými komplexy a mění tak strukturu krist. Jeho funkce regulace krist přispívá také k jeho úloze při oxidační fosforylaci a apoptóze, protože je nutný k udržení mitochondriální aktivity při nízké dostupnosti energetických substrátů. Stabilizace mitochondriálních krist pomocí OPA1 navíc chrání před mitochondriální dysfunkcí, uvolňováním cytochromu c a produkcí reaktivních forem kyslíku, čímž zabraňuje buněčné smrti. Mitochondriální přenašeče SLC25A mohou detekovat tyto nízké hladiny a stimulovat oligomerizaci OPA1, což vede k "utěsnění" krist, zvýšenému sestavování ATP syntázy a zvýšené produkci ATP. Stres způsobený apoptotickou reakcí může narušit oligomerizaci OPA1 a zabránit mitochondriální fúzi.

## Klinický význam
Mutace v tomto genu jsou spojeny s atrofií zrakového nervu typu 1, což je dominantně dědičná neuropatie zrakového nervu, která vede k postupné ztrátě zrakové ostrosti a v mnoha případech až ke slepotě. Zejména dominantní atrofie zrakového nervu (DOA) byla přisouzena mutacím v GTPázové doméně OPA1, které vedou k senzorineurální ztrátě sluchu, ataxii, senzomotorické neuropatii, progresivní zevní oftalmoplegii a mitochondriální myopatii. Vzhledem k tomu, že mutace mohou vést k degeneraci sluchových nervových vláken, představují kochleární implantáty terapeutický prostředek ke zlepšení sluchových prahů a vnímání řeči u pacientů se ztrátou sluchu způsobenou OPA1.
Mitochondriální fúze zahrnující OPA1 a MFN2 může být spojena s Parkinsonovou chorobou.

## Související
- Mitochondrie
- Mitochondriální fúze
- Mitofusin-2
- Atrofie zrakového nervu